# Cavaleiros da Cruz com Estrela Vermelha

Símbolo da Ordem

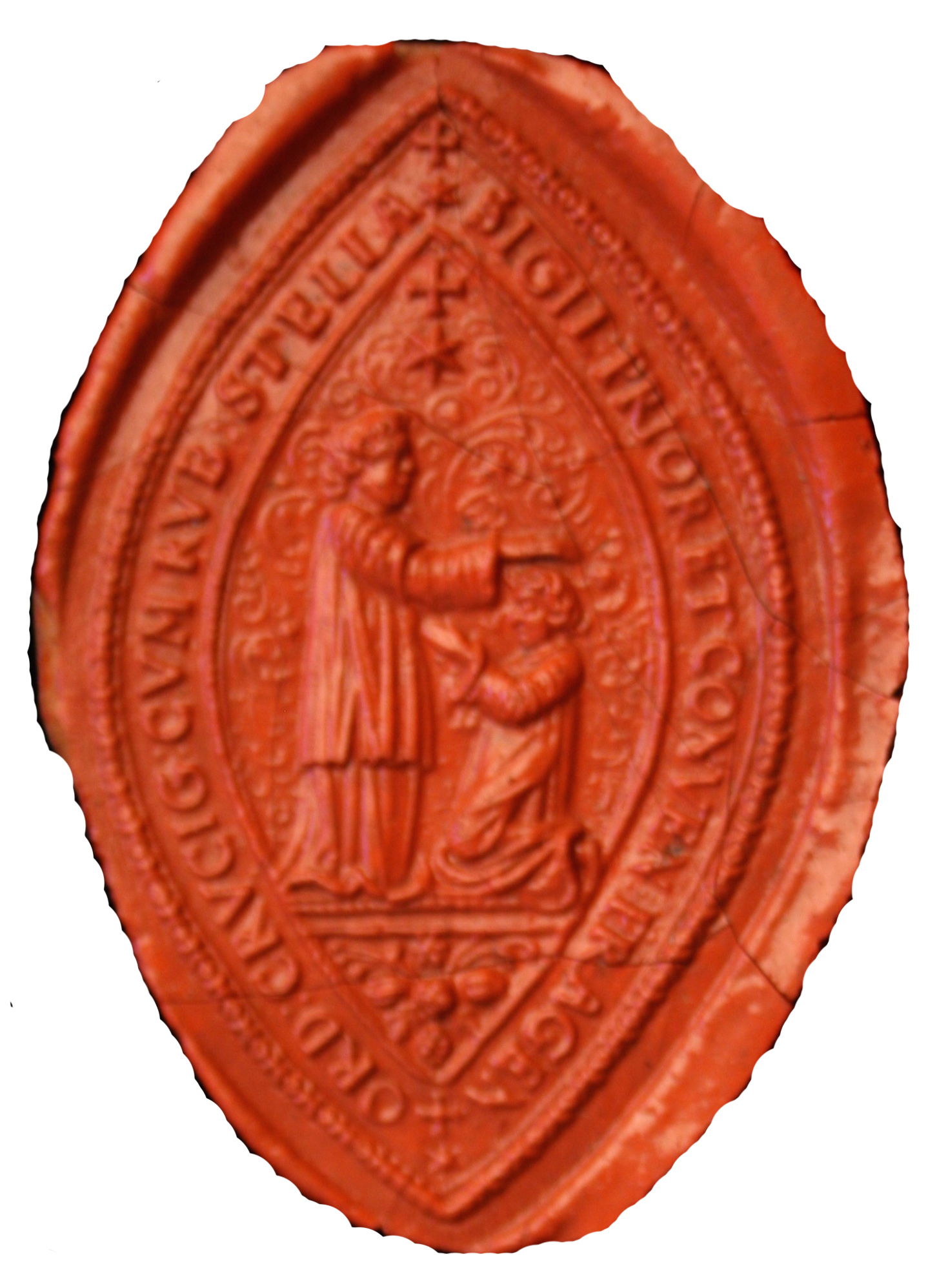
Selo do Prior da Ordem em Praga por volta do ano de 1700

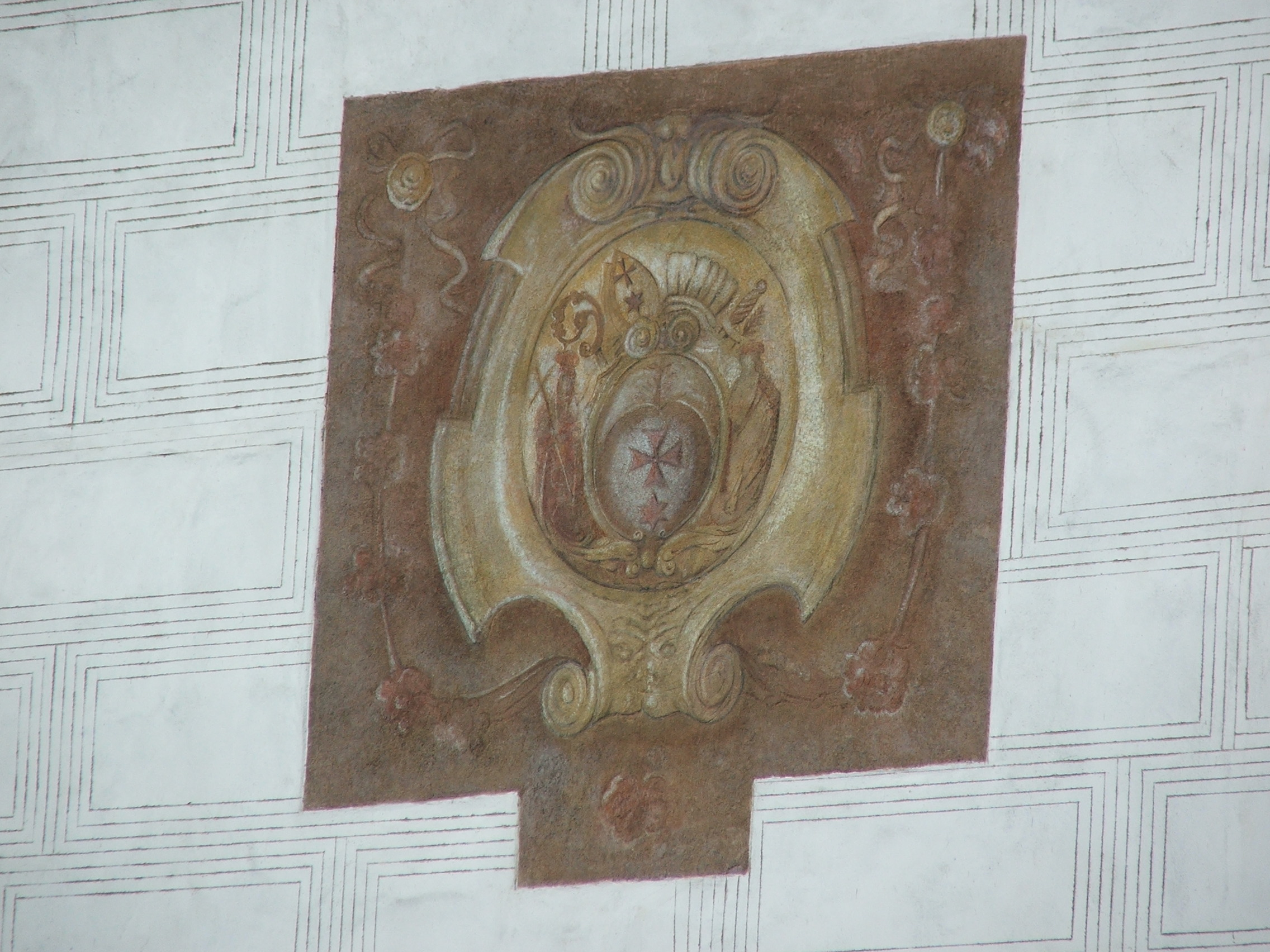
Um fresco na fachada do Castelo de Dobřichovice mostrando o brasão de armas dos Cavaleiros da Cruz com Estrela Vermelha

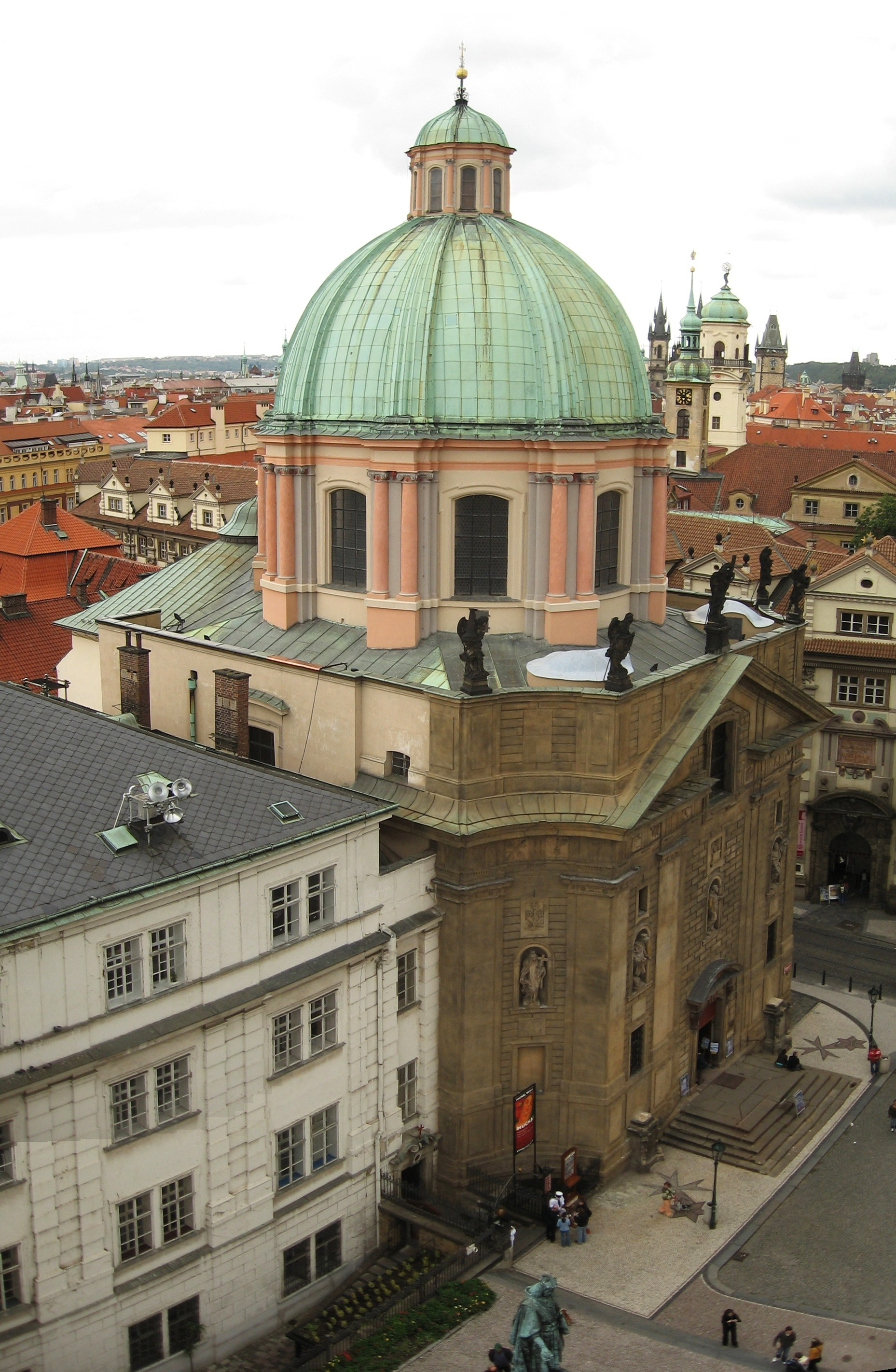
Igreja de São Francisco de Assis, junto à Ponte de Carlos.

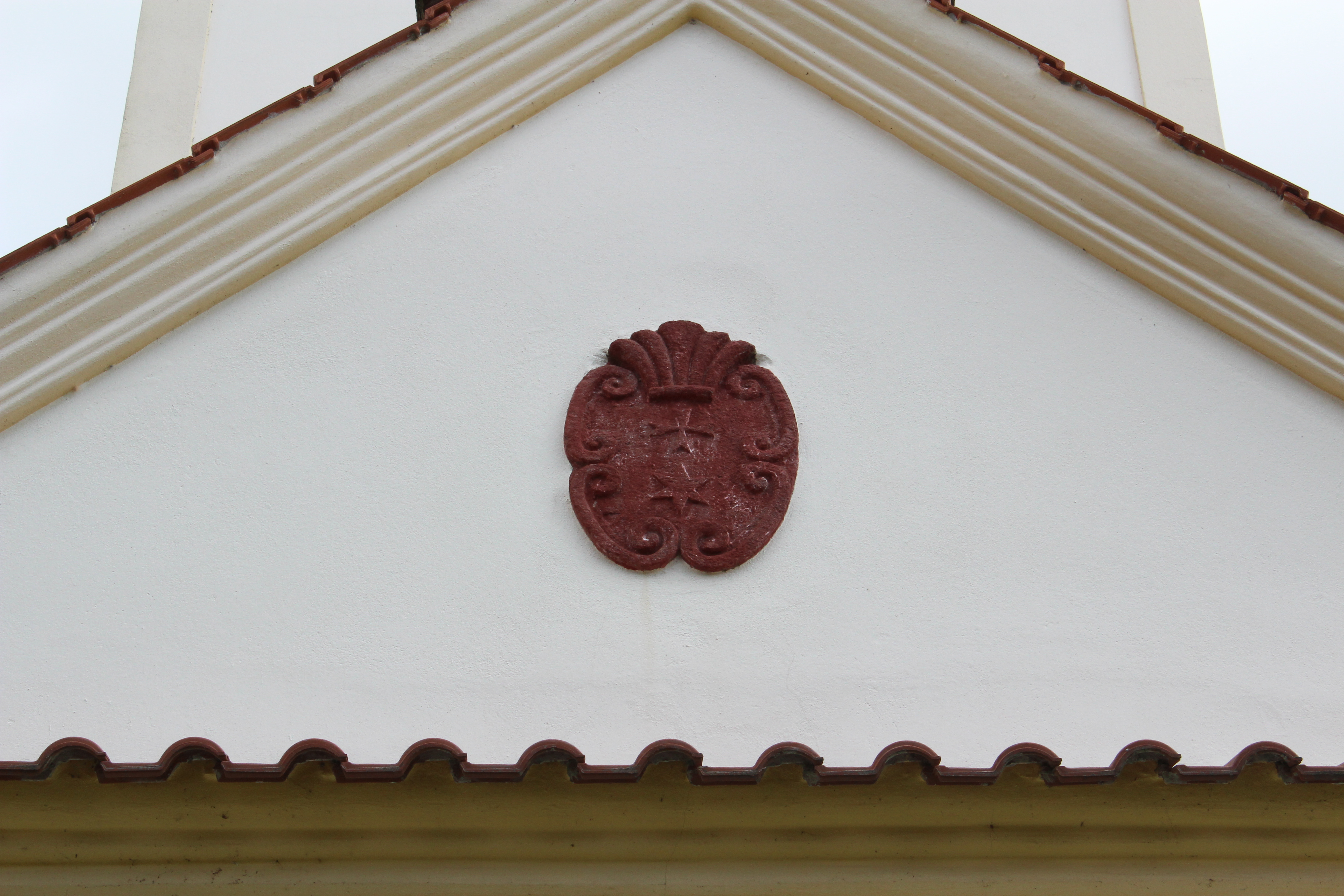
Igreja de São Tiago Maior (Popovice). Brasão de armas dos Cavaleiros da Cruz com Estrela Vermelha

Os Cavaleiros da Cruz com (a) Estrela Vermelha ou Ordem Militar dos Cruzados da Estrela Vermelha (em tcheco/checo:  Křižovnický řád rytířů s červenou hvězdou; em alemão:  Kreuzherren mit dem Roten Stern; em latim: Ordo Militaris Crucigerorum cum Rubea Stella, Canonici Regulares Sanctissimae Crucis a stella rubea, Crucigeri cum rubea stella, Crucigeri stellati, Stelliferi) é uma Ordem Religiosa originária da Boémia, dedicado principalmente à oferta de cuidados médicos. Ao longo da sua história os seus membros foram acostumados ao uso de armas, costume esse que foi confirmado em 1292 por um embaixador do Papa Nicolau IV. O Grão-Mestre é ainda investido com espada na sua investidura, tendo a congregação sido reconhecida como uma ordem militar pelos Papas Clemente X e Inocêncio XII, bem como por diversos Sacros Imperadores Romano-Germânicos.

## Origem
O real início desta Ordem é alvo de alguma discussão. Os Bolandistas afirmam que tenha a sua origem na Palestina, onde os primeiros membros teriam dado suporte na guerra contra os Sarracenos. Por outro lado, é o costume nessa altura o de estabelecer uma comunidade religiosa no momento da fundação de um hospital, assim como o facto de que não existe qualquer registo de Cruzados palestinos se tenham fixado na Boémia. Além disso, num Breviário da Ordem, datado de 1356, o relato da fundação não contém qualquer alusão a tal linhagem.
A Ordem, enquanto entidade distinta, pode ter a sua origem traçada até 1233, numa Ordem Terceira franciscana anexada a um hospital em Praga, sob uma comunidade de Clarissas, fundada por Santa Inês de Praga, tornando-a na única Ordem religiosa masculina fundada por uma mulher, e a única Ordem com origem na Boémia. Foi inspirada por outras Ordens hospitalares militares, tal como os Cavaleiros Hospitalários. Em 1235 o hospital foi abundantemente dotado por Inês de Praga, ainda Princesa da Boémia, com as propriedades pertencentes aos Cavaleiros Teutónicos, um dote confirmado pelo Papa Gregório IX (18 de Maio de 1236), que estipulou que as receitas deveriam ser divididas com o Mosteiro das irmãs Clarissas.
Após três anos, durante os quais a lider da Ordem tinha ido para Roma como representante acredenciada de Inês de Praga, agora Abadessa do Mosteiro, e durante os quais foram os Cavaleiros formalmente constituídos como uma Ordem sob a Regra de Santo Agostinho pelo Papa Gregório em 1238, Inês renunciou toda a jurisdição sobre o hospital e suas posses à Santa sé no ano seguinte. Doze dias depois o papa atribui formalmente o hospital e respectivas propriedades aos recentemente confirmados Cavaleiros da Cruz com Estrela Vermelha, para que os mantivessem para sempre como feudo da Santa sé, sob a condição de um pagamento anual de uma quantia nominal.

## Desenvolvimento da Ordem
Um outro hospital foi construído por Inês de Praga junto à Ponte Carlos, tendo sido tomado como Sede, e sendo adicionado ao título da Ordem "in latere (pede) pontis (Pragenis)" (ao sopé/início da Ponte de Praga). Ela pediu igualmente à Santa Sé que fosse atribuida à Ordem uma qualquer marca para distinguir estes Cavaleiros de outras Ordens Militares, com as quais tinham eles em comum a Cruz de Malta vermelha. Foi assim adicionado pelo Bispo Nicolau de Praga, sob a autorização do Papa, uma estrela vermelha de seis pontas (10 de outubro de 1250), provavelmente a partir do brasão do primeiro Mestre-Geral, Albrecht von Sternberg.
A Ordem, que por volta de 1253 tinha extensas possessões na Boémia, cedo se espalhou para terras vizinhas. A casa em Wrocław, em particular, foi o centro de muitas outras fundações. É no entanto na Boémia que os cavaleiros ofereceram incalculáveis serviços. O seu sucesso no trabalho hospitalar é evidenciado pela rapidez com que as suas casas se multiplicam, bem como pelo frequente testemunho  em documentos de reis e imperadores.
Duas décadas após a sua fundação, o cuidado das almas, tinha-se tornado tão importante quanto o seu trabalho hospitalar, sendo que rapidamente foram a maioria de irmãos leigos substituída por sacerdotes. Numerosas igrejas foram-lhe confiadas em todas as partes da Boémia, especialmente na parte ocidental, onde eles formaram um baluarte para o dogma Católico Romano contra a propagação das ideias de Jan Hus na região. Nas Guerras Hussitas, os Taborites mataram o Padre da Igreja de Santo Estêvão em Praga, tendo também os Hussitas destruido a casa sede. Este acontecimento trouxe à Ordem a sua quase dissolução, mas esta recuperou-se suficientemente para oferecer resistência ao avanço dos ensinamentos da Reforma Protestante .
Na guerra com a Suécia, os membros da Ordem justificaram a sua pretensão ao título de Cavaleiros durante o cerco de Cheb, lutando lado a lado com os habitantes da cidade e compartilhando com eles a sua comida. O seu hospital em Praga foi também o primeiro refúgio de outras Ordens que vieram para trabalhar pelas almas na Boémia, dentre as quais os Jesuítas (1555) e Capuchinhos (1599).
Durante quase 150 anos ocupou o Arcebispo de Praga o cargo de Grão-Mestre, sendo sustentado quase inteiramente pelas receitas da Ordem. Só com a restauração dos bens da Arquidiocese no final do séc. XVII foi o Grão-Mestre novamente eleito dentre os membros, sendo igualmente uma reforma geral instituída. George Ingnatius Paspichal (1694-99), o primeiro Grão-Mestre sob o novo regime, mostrou grande zelo para a restauração dos ideais originais, especialmente a caridade. Ainda hoje em dia o Mosteiro de Praga suporta doze pensionistas e distribui a chamada "porção do hospital" para com quarenta pobres.
Muitos cavaleiros ganharam invejável reputação no mundo académico, entre os quais Mikuláš Kozař de Kozařov (falecido em 1592), um célebre matemático e astrónomo; ou Jan František Beckovský (1658-1725), que estabeleceu em Praga um herbário ainda em existência.
Por volta de 1910, além de a casa sede em Praga, havia cerca de 26 paróquias incorporadas e 85 membros professos, dos quais vários estavam ligados ao Ensino Secundário e à Universidade de Praga. Houve benefícios em Hradiště (agora parte de Znojmo), em Viena (onde a Ordem se encontra estabelecida desde o séc. XIII tendo ainda em sua posse o Palácio de Kreuzherren), Cheb, Mais e outras cidades, especialmente no oeste da Boémia. O Castelo de Dobřichovice, perto de Praga, serviu como residência de Verão do Grão-Mestre.
Após o Golpe de Praga, foi iniciada a supressão de todas as Ordens Religiosas Católicas (incluindo os Cavaleiros). Durante a "Akce K" (Ação K), apoiada pela Polícia Secreta, todos os mosteiros masculinos foram fechados, as suas propriedades confiscadas e membros das Ordens religiosas confinados. Estes foram julgados em tribunais fictícios, e, em 1950, 5 de 53 Cavaleiros foram condenados a vários anos de prisão (36 anos ao todo). Em 1990, após a Revolução de Veludo, a sede da Ordem voltou para o mosteiro ao lado da Ponte Carlos.